# Wanda Nowicka
Wanda Hanna Nowicka (ur. 21 listopada 1956 w Lublinie) – polska działaczka społeczna, feministyczna i polityczka, współzałożycielka i w latach 1991–2011 pierwsza przewodnicząca Federacji na rzecz Kobiet i Planowania Rodziny, współzałożycielka Stowarzyszenia na rzecz Państwa Neutralnego Światopoglądowo Neutrum, posłanka na Sejm VII, IX i X kadencji (2011–2015, od 2019), wicemarszałek Sejmu VII kadencji (2011–2015).

## Życiorys

### Wykształcenie i działalność dydaktyczna
W 1975 została absolwentką XVII Liceum Ogólnokształcącego im. Andrzeja Frycza Modrzewskiego. Ukończyła studia z zakresu filologii klasycznej na Uniwersytecie Warszawskim. W latach 1985–1993 pracowała jako nauczycielka łaciny, greki i angielskiego w liceach ogólnokształcących w Warszawie. W latach 2007–2008 prowadziła zajęcia w Center for Women’s Global Leadership w ramach Uniwersytetu Rutgersa. W 2016–2017 była wykładowczynią na podyplomowych studiach Gender Studies w Instytucie Stosowanych Nauk Społecznych Uniwersytetu Warszawskiego. W latach 2016–2018 studiowała bioetykę na UW oraz filozofię na jednym z paryskich uniwersytetów mieszczących się w Sorbonie.

### Działalność społeczna
W 1990 była współzałożycielką Stowarzyszenia na rzecz Państwa Neutralnego Światopoglądowo Neutrum. W 1991 była współzałożycielką Federacji na rzecz Kobiet i Planowania Rodziny, organizacji działającej na rzecz praw kobiet, została wówczas przewodniczącą tej organizacji. Współpracowała z holenderską Fundacją Kobiety na Falach, w 2003 inicjowała wizytę statku „Langenort” (pełniącego rolę gabinetu aborcyjnego) we Władysławowie.
Brała udział w zakładaniu Społecznego Komitetu Organizacji Pozarządowych Pekin 1995, którego działaczki wzięły udział w poświęconej sprawom kobiet i zorganizowanej pod egidą ONZ konferencji pekińskiej. Wanda Nowicka wygłosiła na niej oświadczenie poświęcone sytuacji kobiet w Europy Środkowej i Wschodniej. Pełniła funkcję koordynatorki sieci regionalnej ASTRA (Central and Eastern European Women’s Network for Sexual and Reproductive Health and Rights). Udzielała się jako ekspertka Światowej Organizacji Zdrowia (w ramach programu dotyczącego ludzkiej rozrodczości) oraz członkini komitetu doradczego UNFPA. Brała udział w różnych międzynarodowych konferencjach poświęconych prawom człowieka, organizowanych m.in. przez agendy ONZ, Zgromadzenie Parlamentarne Rady Europy, Uniwersytet Kalifornijski w Davis. Zaangażowała się także w działalność Kongresu Kobiet, została członkinią rady programowej stowarzyszenia zorganizowanego na bazie tego ruchu.
W 2008 za działalność społeczną wyróżniona przez The New School nagrodą University in Exile Award.
W 2009 Wanda Nowicka skierowała prywatny akt oskarżenia przeciwko działaczce katolickiej Joannie Najfeld, zarzucając jej pomówienie w związku z wypowiedzią: Organizacja pani Nowickiej jest częścią międzynarodowego koncernu, największego w ogóle, providerów aborcji i antykoncepcji. Pani po prostu jest na liście płac tego przemysłu. W 2011 sąd rejonowy w pierwszej instancji uniewinnił Joannę Najfeld od popełnienia tego czynu. W uzasadnieniu orzeczenia wskazano na fakt kierowania przez Wandę Nowicką organizacją otrzymującą dotacje od międzynarodowego koncernu farmaceutycznego produkującego środki antykoncepcyjne oraz międzynarodowej organizacji pozarządowej zajmującej się produkcją i dystrybucją przyrządów przeznaczonych do wykonywania zabiegów przerywania ciąży. W 2012 sąd drugiej instancji utrzymał w mocy zaskarżony przez Wandę Nowicką wyrok.
W 2011, po uzyskaniu mandatu poselskiego, Wanda Nowicka zrezygnowała z kierowania Federacją na rzecz Kobiet i Planowania Rodziny. Została honorową przewodniczącą tej organizacji. W 2012 ustanowiła Nagrodę Kryształowego Świecznika dla osób i organizacji działających na rzecz budowy świeckiego państwa.

### Działalność polityczna
W latach 1980–1981 była członkinią NSZZ „Solidarność”. Po 1989 zaangażowała się w działalność polityczną, współpracując z ugrupowaniami lewicowymi, pozostając osobą bezpartyjną. Kilkakrotnie bez powodzenia kandydowała w różnych wyborach parlamentarnych. W 1991 z listy Solidarności Pracy startowała do Sejmu. W 1997 ubiegała się o mandat senatora z ramienia Unii Pracy, zajęła 7. miejsce wśród 18 kandydatów w województwie warszawskim, otrzymując 188 572 głosy. W latach 1998–2002 piastowała mandat radnej sejmiku mazowieckiego I kadencji, była wybrana z listy Sojuszu Lewicy Demokratycznej jako przedstawicielka Polskiej Partii Socjalistycznej (nie znalazła jednak się wśród wyodrębnionej potem sejmikowej reprezentacji PPS). Nie uzyskała reelekcji w kolejnych wyborach samorządowych, startując z listy SLD-UP. W 2001 i 2005 bezskutecznie kandydowała odpowiednio na posła z listy SLD-UP oraz na senatora z ramienia komitetu SLD, z rekomendacji Unii Lewicy. W 2006 startowała z ramienia Polskiej Partii Pracy ponownie do sejmiku wojewódzkiego oraz na urząd prezydenta Warszawy, uzyskując 0,28% poparcia (1211 głosów), co dało jej ósme miejsce wśród dziesięciu kandydatów.
W wyborach parlamentarnych w 2011 miała wystartować do Sejmu ponownie z listy SLD, ostatecznie została kandydatką z 2. miejsca na liście Ruchu Palikota w okręgu warszawskim. Zdobyła mandat poselski, uzyskując 7065 głosów. 8 listopada 2011 w drugim głosowaniu została wybrana na stanowisko wicemarszałka Sejmu VII kadencji. Na początku 2013 rekomendacja na to stanowisko dla Wandy Nowickiej została wycofana; Janusz Palikot utratę poparcia motywował niezgodą na otrzymanie przez Prezydium Sejmu corocznych nagród. Wanda Nowicka zdecydowała się jednak nie ustępować z piastowanej funkcji, po czym 13 lutego 2013 została wykluczona z klubu poselskiego Ruchu Palikota. Kilka dni wcześniej Sejm większością 245 do 45 głosów odrzucił wniosek o jej odwołanie. We wrześniu 2013 ogłosiła powołanie stowarzyszenia Równość i Nowoczesność, które kilka miesięcy później dołączyło do koalicji Europa Plus. Była inicjatorką nadania w 2014 jednej z sal sejmowych imienia Zofii Moraczewskiej. W wyborach do Parlamentu Europejskiego w 2014 bezskutecznie ubiegała się o mandat w okręgu Warszawa I, uzyskując 7479 głosów. 21 lutego 2015 ogłosiła swój start w wyborach prezydenckich z ramienia UP. Jej kandydaturę poparły także Polska Lewica, PPS i Socjaldemokracja Polska. Nie zebrała jednak 100 tys. podpisów poparcia umożliwiających rejestrację jej kandydatury.
W wyborach do Sejmu w 2015 kandydowała z pierwszego miejsca Zjednoczonej Lewicy w okręgu podwarszawskim. Otrzymała 20 503 głosy, nie uzyskując poselskiej reelekcji, a jej komitet wyborczy nie przekroczył progu wyborczego. W marcu 2019 ogłoszono jej start w wyborach do Parlamentu Europejskiego w tym samym roku z ramienia partii Wiosna w okręgu kujawsko-pomorskim, otrzymując 21 993 głosy i nie uzyskując mandatu posłanki do PE. Została koordynatorką Wiosny w okręgu gliwickim.
W wyborach do Sejmu w 2019, startując z pierwszego miejsca na liście Sojuszu Lewicy Demokratycznej (jako przedstawicielka Wiosny, w ramach koalicji Lewica) w okręgu nr 29, otrzymała 25 767 głosów, uzyskując mandat posłanki IX kadencji. W Sejmie została wybrana na przewodniczącą Komisji Mniejszości Narodowych i Etnicznych oraz Parlamentarnego Zespołu Praw Kobiet. W czerwcu 2021, po rozwiązaniu Wiosny, została członkinią Nowej Lewicy. W październiku 2021 wybrana na wiceprzewodniczącą tej partii.
W wyborach w 2023 z powodzeniem ubiegała się o poselską reelekcję (zdobywając 16 882 głosy). W X kadencji Sejmu ponownie stanęła na czele Komisji Mniejszości Narodowych i Etnicznych. W 2024 z ramienia Lewicy startowała w kolejnych wyborach europejskich. Kandydując w okręgu nr 11, otrzymała 17 087 głosów i nie uzyskała mandatu.

## Wyniki w wyborach ogólnopolskich
| Wybory | Komitet wyborczy | Komitet wyborczy                          | Organ                              | Okręg | Wynik            |
| ------ | ---------------- | ----------------------------------------- | ---------------------------------- | ----- | ---------------- |
| 1991   |                  | Solidarność Pracy                         | Sejm I kadencji                    | nr 35 | 1341 (0,44%)     |
| 1997   |                  | Unia Pracy                                | Senat IV kadencji                  | nr 1  | 188 572 (17,37%) |
| 2001   |                  | Sojusz Lewicy Demokratycznej – Unia Pracy | Sejm IV kadencji                   | nr 19 | 1476 (0,20%)     |
| 2005   |                  | Sojusz Lewicy Demokratycznej              | Senat VI kadencji                  | nr 18 | 105 480 (13,87%) |
| 2011   |                  | Ruch Palikota                             | Sejm VII kadencji                  | nr 19 | 7065 (0,69%)     |
| 2014   |                  | Europa Plus Twój Ruch                     | Parlament Europejski VIII kadencji | nr 4  | 7479 (0,98%)     |
| 2015   |                  | Zjednoczona Lewica                        | Sejm VIII kadencji                 | nr 20 | 20 503 (4,18%)   |
| 2019   |                  | Wiosna                                    | Parlament Europejski IX kadencji   | nr 2  | 21 993 (3,31%)   |
| 2019   |                  | Sojusz Lewicy Demokratycznej              | Sejm IX kadencji                   | nr 29 | 25 767 (7,56%)   |
| 2023   |                  | Nowa Lewica                               | Sejm X kadencji                    | nr 29 | 16 882 (4,36%)   |
| 2024   |                  | Lewica                                    | Parlament Europejski X kadencji    | nr 11 | 17 087 (1,28%)   |

## Życie prywatne
Córka Kazimierza Nowickiego, więźnia niemieckich nazistowskich obozów koncentracyjnych, i Ireny Witkowskiej. Jej ojczymem był Kazimierz Albin. Jej mężem był Światosław Florian Nowicki, z którym ma trzech synów: Floriana, Michała i Tymoteusza. Florian był politykiem Polskiej Partii Pracy, Michał został aktywistą komunistycznym, Tymoteusz zdobywał puchar świata w kick-boxingu.
Deklaruje znajomość języków angielskiego, rosyjskiego i francuskiego, a także możliwość porozumienia się po niemiecku i włosku.

## Odznaczenia i wyróżnienia
Odznaczona greckim Orderem Honoru II klasy.
W 1994 została laureatką polskiej edycji konkursu Kobieta Europy, w 2000 otrzymała wyróżnienie Tęczowego Lauru. W 2005 odebrała grant 100 tysięcy funtów z programu ASTRA przyznany przez Sigrid Rausing Trust, a w 2008 otrzymała University in Exile Award od nowojorskiej New School for Social Research.